# Universidad Bauhaus de Weimar
La Universidad Bauhaus de Weimar (en alemán: Bauhaus-Universität Weimar, BU Weimar) es una universidad con sede en la ciudad alemana de Weimar, Turingia. Sus orígenes se remontan a la Großherzoglich-Sächsische Kunstschule (Escuela de arte de Sajonia), fundada en 1860.  En 1910 la institución alcanzó el rango de Hochschule (HS) y obtuvo su actual nombre en 1996. Cuenta aproximadamente con 4 000 estudiantes.
Junto a la Universidad de Erfurt, la Universidad de Jena y la TU Ilmenau, la Universidad Bauhaus es una de las cuatro universidades del estado de Turingia. En 2010 ha celebrado el 150.º aniversario de la fundación del colegio de arte.

## Historia

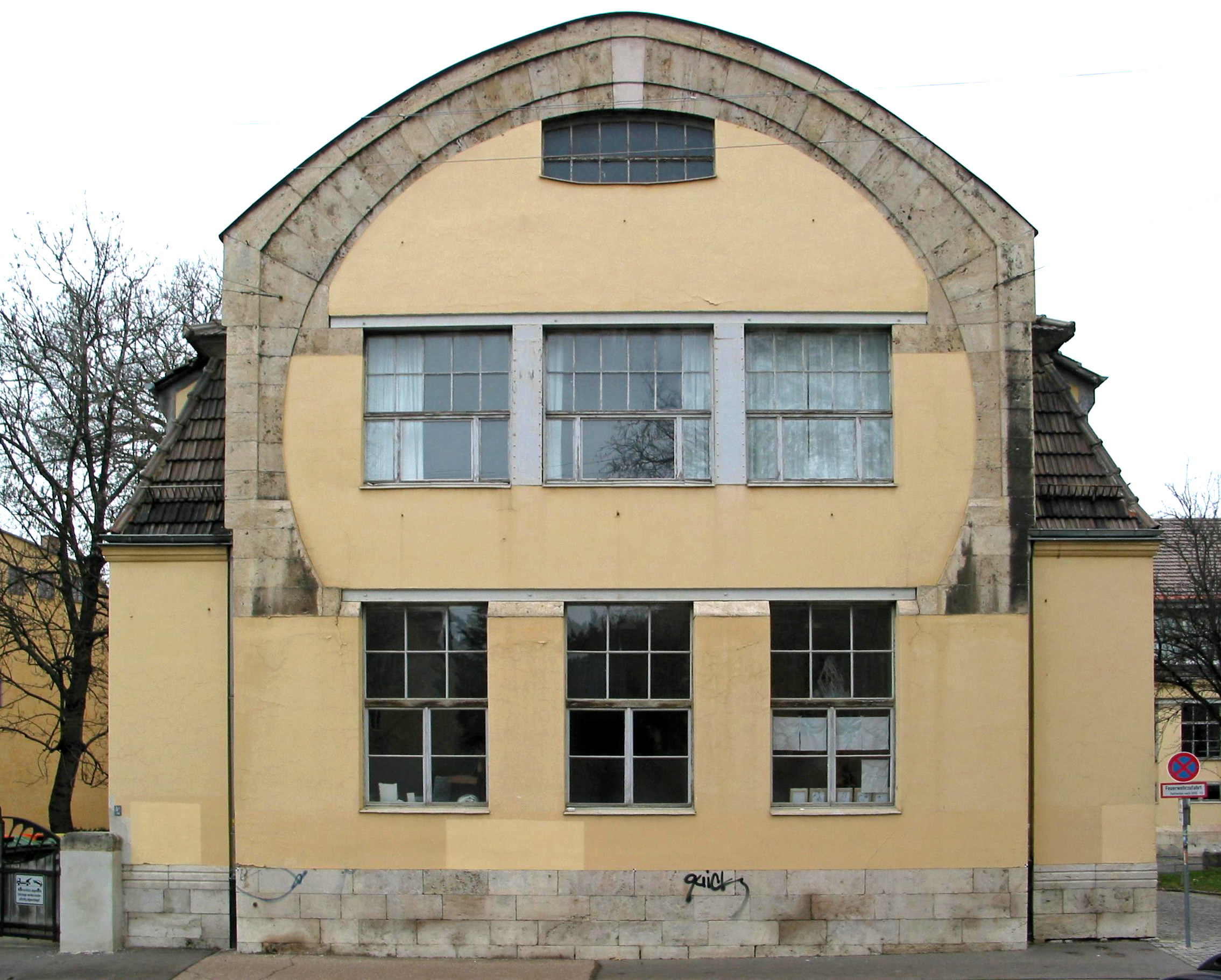

La Bauhaus-Universität Weimar tiene su origen en la Escuela granducal de arte de Sajonia con sede en Weimar, fundada en el 1860 por Carlos Alessandro de Sassonia-Weimar-Eisenach. En 1905 pasó a ser una Escuela de arte estatal. La institución fue luego en el 1910 elevada al rango de Hochschule, con el nombre Großherzoglich-Sächsische Hochschule für bildende Kunst. Paralelamente, entre 1907 y 1915, existió una Escuela de artesanía artística de Weimar.
Gerentes del Colegio de arte
- 1860: Stanislaus von Kalckreuth, pintor
- 1876: Theodor Hagen, pintor
- 1882: Albert Brendel, pintor
- 1885: Emil Schlitz, escultor
- 1902: Hans Olde, pintor
- 1910: Fritz Mackensen, pintor
- 1916:  commissariamento
- 1919:  incorporamento en el Bauhaus

Gerentes del Colegio de pintura
- 1905: Adolf Brütt, escultor
- 1910: Gottlieb Elster, escultor
- 1913:  Richard Engelmann, escultor
- 1919:  fusión con el centro Bauhaus

Gerentes del Colegio de artesanía artística
- 1907-1915:  Henry van de Velde, arquitecto y diseñador
- presentado a la successione Walter Gropius

### Bauhaus
Las escuelas se fusionaron en 1919 como Staatliches Bauhaus Weimar. Con Walter Gropius como director, se inicia un nuevo género de escuela de arte. En 1923 Gropius resumió su idea en la fórmula radical "Arte y técnica - una nueva unidad" („Kunst und Technik – eine neue Einheit“).
El Staatliches Bauhaus tuvo sede en Weimar hasta la primavera de 1925; momento en que, por motivos políticos, se trasladó a Dessau. Con la fundación de la Hochschule für Gestaltung, tuvo inicio para el Bauhaus una nueva fase.
Entre los artistas y los docentes de este periodo se acuerdan Karl Peter Röhl y Ludwig Hilberseimer. Entre los estudiantes más célebres se recuerda a Ernst Neufert y Ludwig Hirschfeld Mack.
Directores
- 1919-1925:  Walter Gropius, arquitecto

### Bauhochschule
La nueva Escuela estatal de artesanía y de arquitectura (Staatliche Hochschule für Handwerk und Baukunst), activa desde 1926, logró realizar un recorrido formativo en campo arquitectónico bajo forma de curso postgrado, coherente con la impostación de Van de Velde y de Gropius. Al término de su recorrido, los estudiantes conseguían el título de estudio universitario de obrero especializado (Geselle) o maestro (Meister) en el sector artesanal.
Famosos artistas y docentes de este periodo son: Ernst Neufert, Ludwig Hirschfeld Mack, Otto Lindig (maestro de Walburga Külz), Wilhelm Wagenfeld.
Gerentes
- 1925-1930:  Ocho Bartning, arquitecta

### Academia de arquitectura
Un ulterior obstáculo para el desarrollo de la Hochschule estuvo representado en el 1930 del nombramiento a gerente de Paul Schultze-Naumburg aparte de los Nazionalsocialisti, que habían recién conquistado el poder en el gobierno regional de la Turingia. Gran parte de la masa docente de la Bauhochschule estuvo licenciado y estuvo creada una nueva Hochschule, la Academia de arquitectura, artes figurativas y artesanía, coherente con la política cultural nazi. 
Entre los artistas y docentes de este periodo están: Hermann Giesler, Hans Seytter, Walther Klemm, Alexander Olbricht, Hugo Gugg.
Gerentes
- 1930-1939:  Paul Schultze-Naumburg, arquitecta.

### Academia de arquitectura y de artes figurativas
En el 1942 la institución obtuvo el estatus de Hochschule y fue ribautizada como Academia de arquitectura y artes figurativas (Hochschule für Baukunst und bildende Künste). Después de la Segunda Guerra Mundial, para intervención de la Administración Militar Soviética en Alemania la academia estuvo dotada de nuevas estructuras, coherente con el nuevo arreglo político. Del 1946  fue gerente el arquitecto Hermann Henselmann, que se comprometió en la reconstrucción y se gastó en primera persona para la vuelta a las raíces del Bauhaus. 
Directores
- 1940:  comisario Rudolf Rogler
- 1942:  Gerhard Offenberg (1897−1987), arquitecto
- 1946:  Hermann Henselmann, arquitecto
- 1950:  comisario Friedrich August Fingir (1885−1961), ingeniero edile

### Academia de arquitectura e ingeniería
Con la fundación de la República Demócrata Alemana la reestructuración del sistema universitario, llevó en el 1951 a significativos cambios: El departamento "Artes figurativas", conducido hasta entonces del escultor Siegfried Tschierschky, fue soppresso y la nueva Academia de arquitectura (Hochschule für Architektur) estuvo puesta bajo el control del Ministerio de las construcciones y transformada en una academia técnica (technische Hochschule). 
En el 1954, la academia, que había creado al suyo interior la facultad de ingeniería y la facultad de tecnologías de los materiales, estuvo dotada de un rectorado. Primero rettore de la Academia de arquitectura e ingeniería de Weimar (Hochschule für Architektur und Bauwesen Weimar, HAB) estuvo nombrado la arquitecta Ocho Englberger, que ya del 1951 había conducido la academia como comisaria. En las décadas subsiguientes la academia de Weimar divenne una de las más importantes instituciones universitarias en el sector edile de toda la RDT, con gran resonancia también en la Alemania del Oeste.
La tercera reforma universitaria de 1968-1969 llevó a una modernización y reestructuración de las universidades; las facultades estuvieron sustituidas de secciones (Sektionen). El sector de las Hochschulen estuvo dotado de una sección de informática (Sektion Rechentechnik und Datenverarbeitung). 
Presso la HAB, refinado al 1990, fue activo una Institución para el Marxismo-Leninismo, con el obbiettivo de offire a estudiantes de todas las disciplinas y, a continuación, a colaboradores científicos, los fundamentos del Marxismo-Leninismo, obbligatori sin del 1951. 
Artistas famosos y docentes de este periodo son Walther Klemm y Anita Bach (* 1927, primera docente mujer de arquitectura en la RDT).
Rectores
- 1954:  Ocho Englberger (1905−1977), arquitecta
- 1957:  Gustav Batereau (1908−1974), ingeniero civil
- 1963:  Horst Matzke, físico y matemático
- 1968:  Armen Petzold, ingeniera civil
- 1970:  Karl-Albert Fuchs, ingeniera civil
- 1983:  Hans Glißmeyer (1936−2008), ingeniero civil
- 1989 : Hans Ulrich Mönnig (1943), ingeniero civil
- 1993:  Gerd Zimmermann (1946), arquitecta

### Bauhaus-Universität Weimar
Con la ejercida política seguida a la caída del Muro de Berlín y llamada en Alemania con el nombre Wende, al inicio de los años Noventa tuvo inicio un proceso de adaptación de la institución al nuevo arreglo político-estatal de la República Federal Alemana. Fueron soppresse estructuras de la Universidad divenute ahora ya inútiles. Las mayores novedades se manifestaron en el 1993, cuando estuvo fundada la facultad de Diseño (Fakultät Gestaltung), con la cual volvieron a ricoprire un rol fundamental en la academia las disciplinas artísticas. Siguió en el 1996 la fundación de la facultad de Ciencias de la comunicación (Fakultät Medien). Del 1996 la academia lleva el nombre de Bauhaus#-Universität Weimar.
Artistas famosos y docentes de este periodo son Lucius Burckhardt, Werner Holzwarth y Wolfgang Ernst.
Rectores
- 1996:  Gerd Zimmermann
- 1999:  Walter Bauer-Wabnegg (* 1954), teólogo y lingüista.
- 2004:  Gerd Zimmermann

En diciembre de 1996 el "Bauhaus y sus lugares Weimar y Dessau" han sido proclamados por el UNESCO Patrimonio de la humanidad.
LoS lugares del Bauhaus a Weimar comprenden el ensemble de edificios del Rectorado (Gebäudeensemble des Hauptgebäudes) de la Bauhaus-Universität Weimar.

## Facultades de la Bauhaus-Universität Weimar
El actúalas organigramma de la universidad comprende cuatro facultad y aproximadamente 30 recorrí de estudios. El nombre "Bauhaus" ambisce a ser sinónimo de sperimentalismo, apertura, creatividad, internazionalità.

### Arquitectura

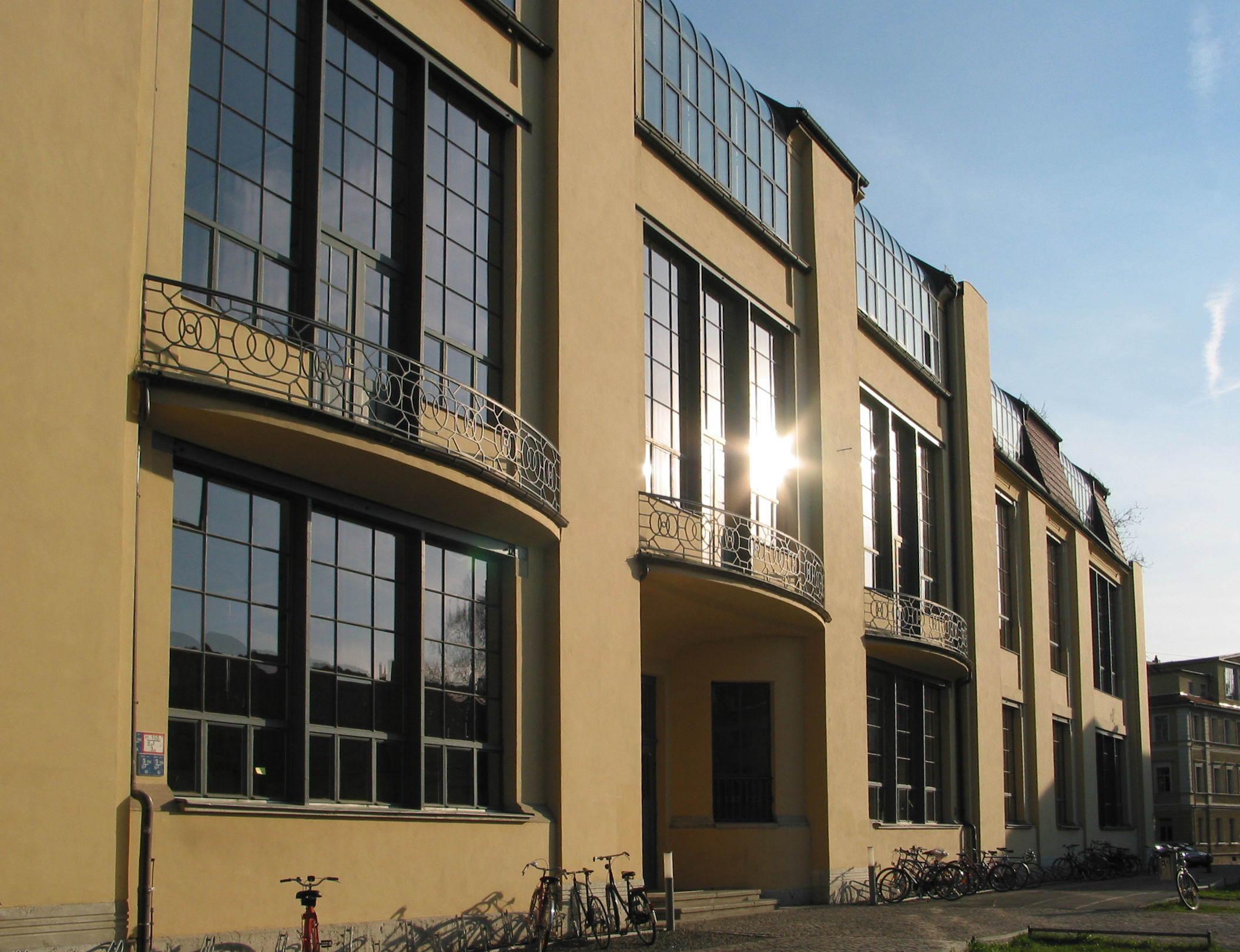
La Facultad de Arquitectura con sede en el Rectorado de la Bauhaus

Estudiantes: aproximadamente 1000 (dado relativo al semestre invernale 2009/10)
Recorrido formativo:
- Arquitectura
- archineering
- Arquitectura de los promedios
- Urbanismo
- Urbanismo europeo

### Ingeniería

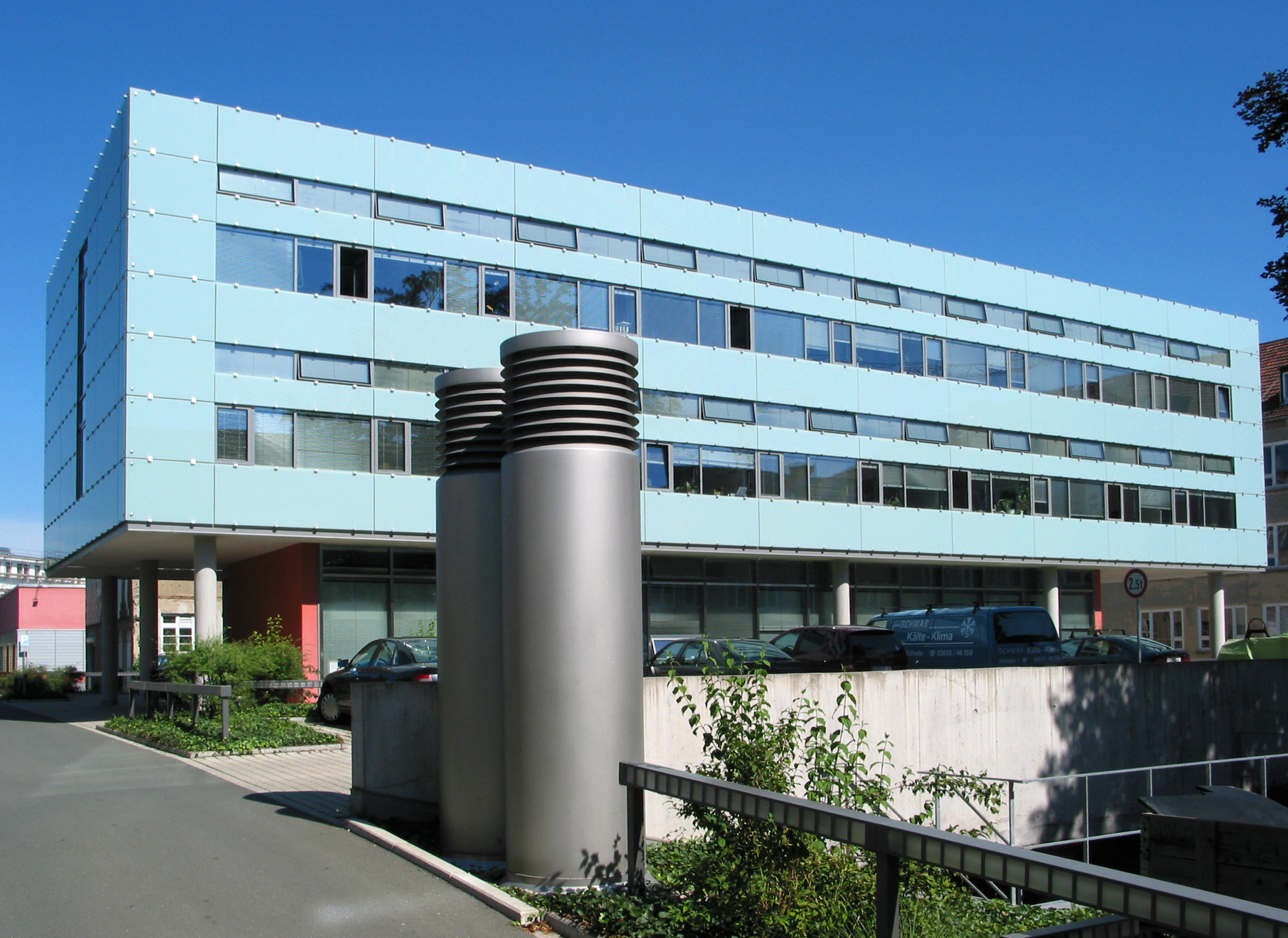
La sede de la Facultad de Ingeniería en Coudraystrasse

Estudiantes: 858 (dado relativo al semestre invernale 2009/10)
Recorrido formativo:
- Ingeniería civil
- Ingeniería de los materiales
- Ingeniería ambiental
- Ingeniería gestionale
- Técnica de las construcciones
- Física de las construcciones
- Agua y ambiente
- archineering

### Diseño (Gestaltung)

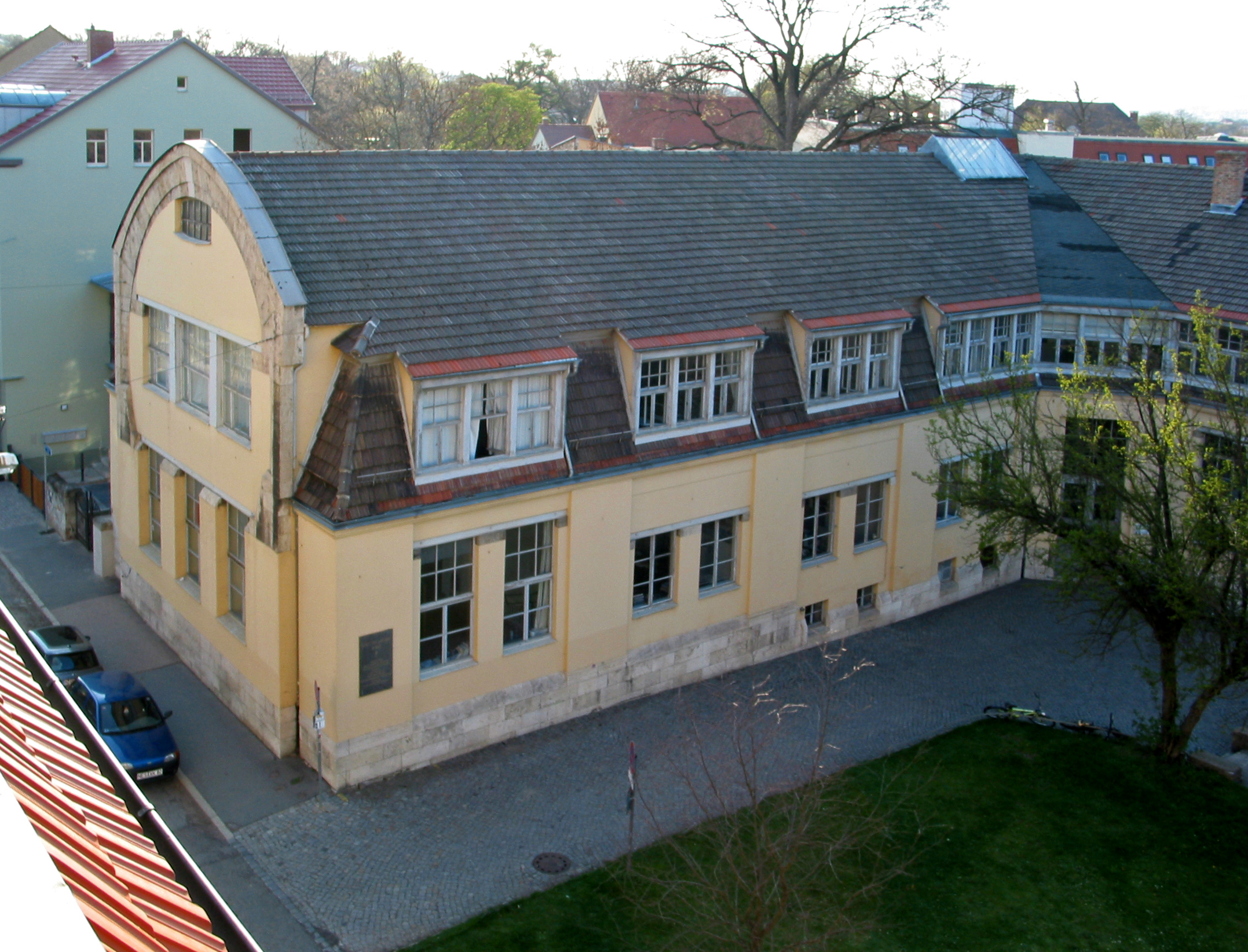
El Van-de-Velde-Bau, sede de la Facultad de Diseño

Estudiantes: 653 (dado relativo al semestre invernale 2009/10)
Recorrido formativo:
- Arte liberal (Freie Kunst)
- Arte pública (Kunst im öffentlichen Raum)
- Didattica de la arte (Lehramt Kunsterziehung)
- Diseño industrial
- Comunicación visual
- Comunicación visual y culturas visuales

La Facultad de Diseño utiliza del 1996 los edificios de la no más existente Colegio de artesanía(Van-de-Velde-Bau): allí se encuentran los atelier y las aulas de lección. Después de una pausa de dos años, durante la cual han sido ejercidas significativas obras de reestructuración al Van-de-Velde-Bau, del abril 2010 los edificios han vuelto a hospedar la facultad.

### Ciencias de la comunicación
Estudiantes: 907 (dado relativo al semestre invernale 2009/10)
Recorrido formativo:
- Nuevos mediana (Mediengestaltung)
- Nuevos mediana/Integrated International Mediana Art and Diseño Studies
- Cultura de la mediana, Cultura europea de los promedios
- Ciencias de la cultura y teoría de los promedios
- Gestión de los promedios
- Informática de los promedios
- MediaArchitecture

## Biblioteca universitaria

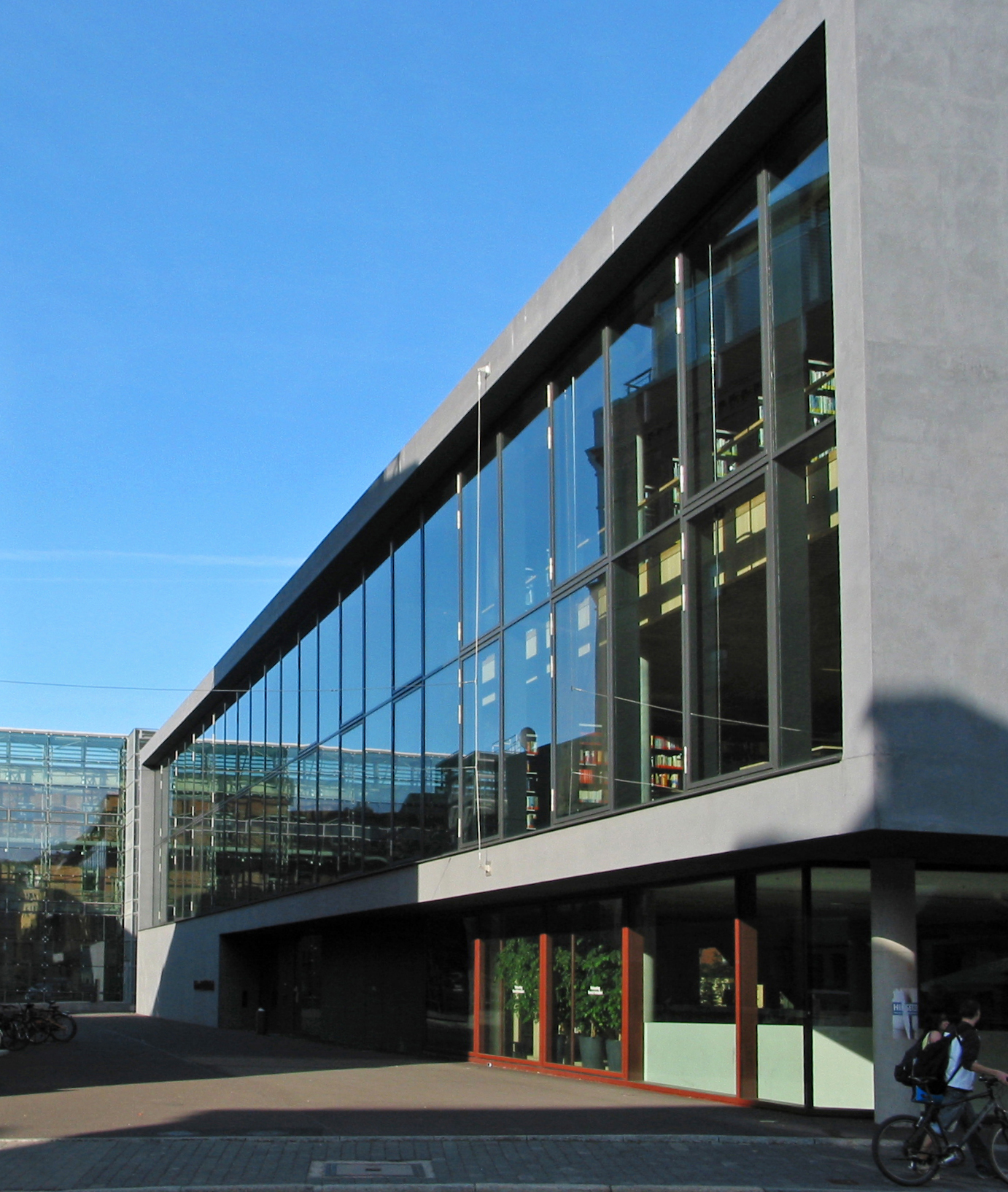
La nueva biblioteca universitaria con el auditorio

A pocos pasos del centro de Weimar y de la casa de Goethe se encuentra la biblioteca de la Bauhaus#-Universität. El contrato para los trabajos de construcción estuvo vencido en el 1991 del estudio del arquitecto Andreas Meck de Mónaco. La biblioteca, junto con el nuevo auditorio que se encuentra en el mismo edificio, estuvo inaugurada en el año 2005 después de cuatro años de trabajos, para un costo complessivo de 12 millones de euros. 
La biblioteca, que dispone de una superficie de 5.000 m², presume una consistencia de aproximadamente 450.000 promedio.

## Estructuras de la Bauhaus-Universität Weimar

### Centro lingüístico
El Centro lingüístico universitario ofrece a los estudiantes y a los colaboradores de la Bauhaus y del Conservatorio de Música de Weimar y a #huésped interesados un rico programa de cursos de lengua. La lengua que cuenta el más alto número de iscritti cada semestre es el alemán como lengua extranjera, cuyos corrí se dirigen a los muchos estudiantes extranjeros de la Bauhaus.
En el mes de agosto de cada año además se aguanta la Bauhaus Sommerakademie, ribattezzata en el 2010 Bauhaus Summer School, que ofrece para cuatro semanas corrí intensivos de alemán para extranjeros y corrí de lenguas extranjeras para estudiantes alemanes, adicionalmente a seminarios, workshops, corrí de actualización en varias disciplinas y a numerosos acontecimientos culturales (películas, reconocimientos conducidos, conferencias) sobre la ciudad de Weimar y sobre su historia.

### Galería universitaria

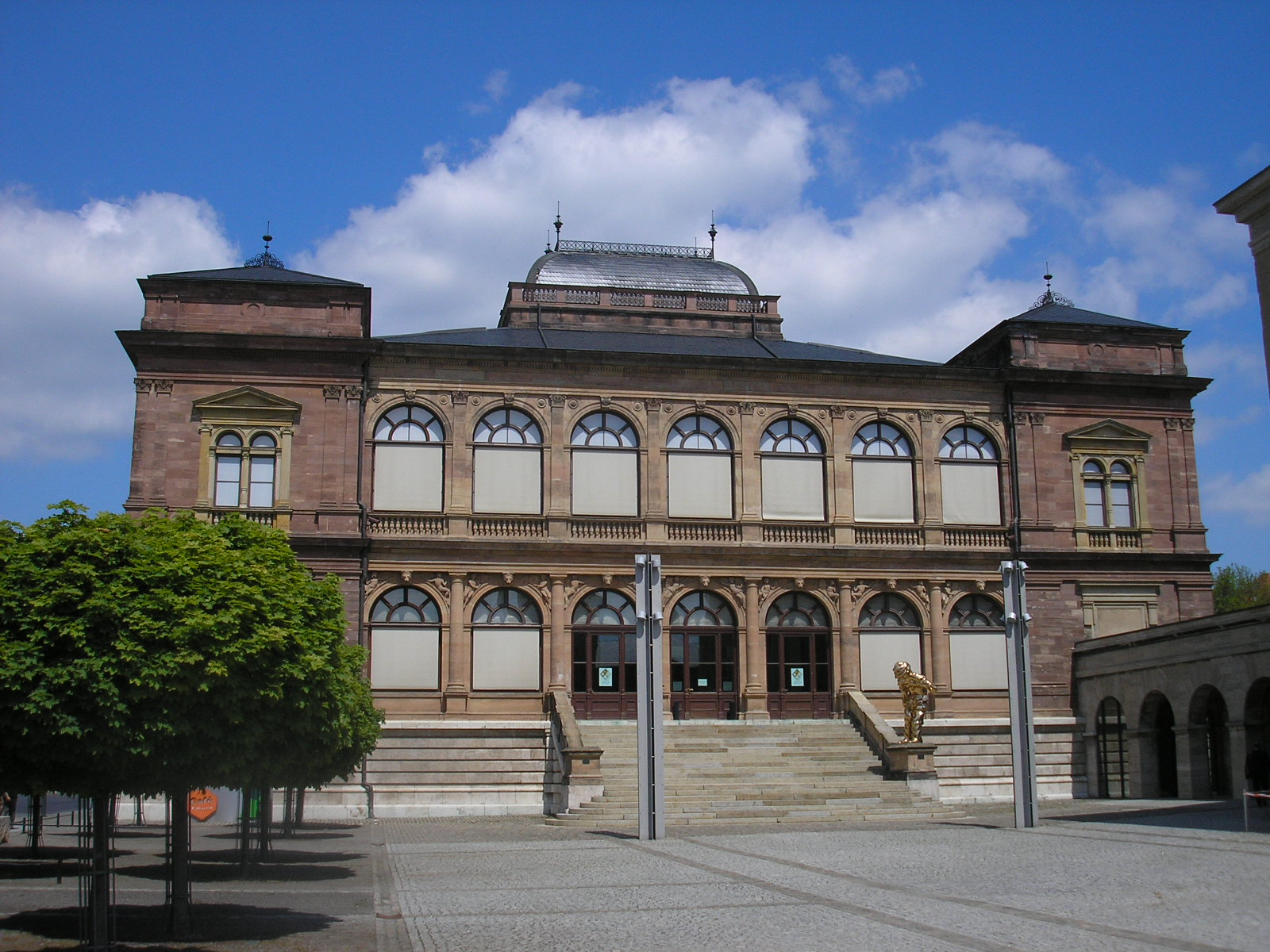
El Neues Museum, sede de la galería universitaria marke.6

Para iniciativa de la asamblea de los estudiantes, en colaboración con el Rectorado y la fundación Klassik Stiftung Weimar ha sido creada marke.6, sala que hospeda muestras de la universidad, situada al primero despacio del Neues Museum

### Club estudiantil
- Kasseturm, el más antiguo club estudiantil de la Alemania
- Schützengasse